# Кривомлин, Фёдор Григорьевич
Фёдор Григорьевич Кривомлин (24 апреля 1908, дер. Раздоловка, Самойловская волость, Екатеринославская губерния — ?) — советский военачальник, полковник (1945), участник Советско-финляндской и Великой Отечественной войн.

## Биография
В ноябре 1930 года вступил в ряды Рабоче-крестьянской Красной армии и служил в 30-й Иркутской стрелковой дивизии, а затем в 139-м Никопольском стрелковом полку 41-й стрелковой дивизии. В декабря 1937 года был назначен командиром батальона 659-го стрелкового полка 155-й стрелковой дивизии. Во время Советско-финляндской войны 1939—1940 годов служил с этим полком в составе 8-й армии. С началом Великой Отечественной война дивизия вошла в состав 47-го стрелкового корпуса 4-й армии. В июне 1941 года дивизия принимала активное участие в обороне города Барановичи. В бою за деревню Журавичи он был ранен и находился на лечении в госпитале. Затем был назначен начальником штаба 1126-го стрелкового полка 334-й стрелковой дивизии Приволжского военного округа, а с ноября занимал должность командира батальона 1124-го стрелкового полка, а с январе 1942 года — начальника штаба этого полка.
С апреля 1942 исполнял должность командира 81-го гвардейского стрелкового полка, который входил в состав 25-й гвардейской стрелковой дивизии Московского военного округа. В июля 1942 года дивизия была передислоцирована на Воронежский фронт и вошла в состав 6-й армии и вела оборонительные бои в районе города Бобров и на западном берегу реки Дона. Во время этих сражений Кривомлин был ранен и длительный период находился на лечении в больнице.
По выздоровлении 18 августа 1943 года он исполнял должность командира 210-го гвардейского стрелкового полка 71-й гвардейской стрелковой дивизии. Дивизия находилась в подчинение 6-й гвардейской армии Воронежского фронта и принимала участие в Белгородско-Харьковской стратегической наступательной операции, а осенью 1944 года в Белорусской, Витебско-Оршанской, Полоцкой, Шяуляйской и Мемельской операциях. За участие в освобождении города Полоцк, 210-й гвардейский стрелковый полк стал называться «Полоцкий» и был награжден орденом Красного Знамени.
В 1944 году Кривомлин был назначен временным заместителем командира 67-й гвардейской стрелковой дивизии, а 25 декабря стал командиром 9-й гвардейской стрелковой дивизией 2-го гвардейского стрелкового корпуса 1-го Прибалтийского фронта.
3 февраля 1945 года был назначен заместителем командира все той же 71-й гвардейской стрелковой дивизии и вместе с ней принимал участие в ликвидации курляндской группировки противника. С 8 февраля 1945 года дивизия был в подчинение 2-го Прибалтийског фронта, а с 1 апреля — Ленинградского.

## Награды[1]
- Орден Ленина

- 2 Орден Красной Звезды

- 3 Ордена Красного Знамени
- Орден Отечественной войны I степени
- Медаль «За боевые заслуги»
- Медаль «За победу над Германией в Великой Отечественной войне 1941—1945 гг.» (09.05.1945).